# Яковлєв Всеволод Федорович
Всеволод Федорович Яковлєв (16 квітня 1895, село Окроєво Новгородської губернії, тепер Волотовського району Новгородської області, Російська Федерація — 2 квітня 1974, місто Москва, Російська Федерація) — радянський військовий діяч, генерал-лейтенант (4.06.1940).

## Життєпис
Народився в селянській родині. У травні 1913 року закінчив повний курс Свято-Троїцького вищого початкового училища.
З 1915 року служив у російській імператорській армії, в 1916 році закінчив 2-у Петергофську школу прапорщиків. З лютого 1916 року — молодший офіцер 1-го запасного піхотного полку. З травня 1916 року — на фронті на посаді командира взводу 145-го Новочеркаського піхотного полку 37-ї стрілецької дивізії, учасник Першої світової війни. З березня 1917 року — командир роти 661-го Новоселицького піхотного полку 166-ї стрілецької дивізії на Південно-Західному фронті. У жовтні 1917 року обраний солдатами командиром цього полку. Демобілізований в квітні 1918 року.
У Червоній армії з квітня 1918 року, був призначений старшим інструктором Всевобучу (загального військового навчання) в місті Стара Русса. Учасник громадянської війни в Росії. З травня 1919 року — начальник загону особливого призначення при штабі 9-ї армії, з серпня 1919 року — начальник полкової кулеметної команди 610-го стрілецького полку і начальник Тамбовського кулеметного району, з вересня 1919 року — командир батальйону, з жовтня 1919 року — помічник командира 610-го стрілецького полку.
З квітня 1920 року — командир 188-го стрілецького полку 21-ї стрілецької дивізії. Воював на Південному та Західному фронтах, брав участь у боях проти поляків та у придушенні селянських повстань у Сибіру. Член РКП(б).
У липні 1922 — січні 1923 року — помічник командира 86-го стрілецького полку 21-ї стрілецької дивізії. З січня 1923 року — командир (з січня 1925 року — командир-військовий комісар) 86-го стрілецького полку 21-ї стрілецької дивізії.
У 1928 році закінчив стрілецько-тактичні курси удосконалення командного складу РСЧА «Постріл» імені Комінтерну.
З січня 1927 року — командир-військком 24-го стрілецького полку 8-ї Мінської стрілецької дивізії. У 1930 році закінчив курси командирів-одноначальників при Військово-політичній академії.
З листопада 1931 по листопад 1932 року — командир-військком 37-ї стрілецької дивізії в Білоруському військовому окрузі. У 1932 році знову скерований на навчання.
У 1934 році закінчив Військову академію РСЧА імені Фрунзе.
У лютому 1935 — липні 1937 року — командир і військовий комісар 1-ї Туркестанської (з 5 травня 1936 року — 83-ї Туркестанської) гірничо-стрілецької дивізії Середньоазіатського військового округу.
У липні 1937 — січні 1938 року — командир 19-го стрілецького корпусу Ленінградського військового округу.
У січні — квітні 1938 року — заступник командувача військ Білоруського військового округу.
У квітні 1938 року — заступник командувача Особливої Червонопрапорної Далекосхідної армії.
У квітні 1938 — жовтні 1939 року — командувач військ Забайкальського військового округу.
З жовтня 1939 по липень 1940 року — командувач військ Калінінського військового округу.
Під час радянсько-фінської війни 30 листопада 1939 року призначений командувачем 7-ї армії. Проте армія, що наступала на напрямі головного удару, зазнала великих втрат при штурмі передпілля Лінії Маннергейма. Вже 9 грудня 1939 року Яковлєв переведений на посаду заступника командувача 7-ї армії. Після підписання перемир'я з Фінляндією повернувся до виконання обов'язків командувача Калінінського військового округу.
У липні 1940 — січні 1941 року — заступник командувача, в січні — червні 1941 року — 1-й заступник командувача військ Київського Особливого військового округу.
У червні — 1 серпня 1941 року — командувач військ Київського Особливого військового округу. З 1 серпня по вересень 1941 року — начальник тилу Південно-Західного фронту.
У вересні 1941 року призначений заступником начальника Генерального штабу — начальником Західного напрямку. Але в Генеральному штабі Всеволод Яковлєв пропрацював лише кілька днів.
26 вересня — 9 листопада 1941 року — командувач 4-ї армії. Армія підпорядковувалася безпосередньо Ставці Верховного Головнокомандування і обороняла межі річки Волхов. 9 листопада 1941 року німецькі війська захопили місто Тихвін. Цього ж дня Яковлєв був знятий з посади командувача армії, а наступного дня, 10 листопада 1941 року, його призначили командувачем Південної оперативної групою 4-ї армії. Брав участь у Тихвінській стратегічній наступальній операції.
З січня 1942 року — командувач 52-ї армії на Волховському та Ленінградському фронтах. Брав участь у Любанській наступальній операції та в операції з виведення з оточення 2-ї ударної армії. Потім армія займала оборону на східному березі Волхова в районі Новгорода, на початку 1943 року провела невдалу армійську операцію з оволодіння Новгородом.
20 липня 1943 року звільнений від командування та направлений у резерв Головного управління кадрів Народного комісаріату оборони СРСР. З серпня по жовтень 1943 року — помічник командувача військ Степового фронту із формування.
З жовтня 1943 по лютий 1945 року — командувач військ Білоруського військового округу (з 1 січня 1945 року — Білорусько-Литовського військового округу). У лютому 1945 року знятий з посади командувача округом за нездатність командувати та направлений у розпорядження Головного управління кадрів Народного комісаріату оборони СРСР.
З січня по серпень 1946 року — заступник командувача військ Ставропольського військового округу. З серпня 1946 по лютий 1947 року — у розпорядженні управління кадрів Сухопутних військ СРСР.
З лютого 1947 року — у запасі, проживав у Москві.
Помер 2 квітня 1974 року в Москві. Похований на Введенському цвинтарі Москви.

## Військові звання
- юнкер (на 1.05.1915);
- унтерофіцер (на 1.01.1916);
- прапорщик (із старшинством 15.02.1916);
- підпоручник (на 1.06.1916);
- поручик (на 1.04.1917);
- штабс-капітан (на 1.02.1918);
- комбриг (26.11.1935);
- комдив (8.01.1938);
- комкор (4.04.1938);
- командарм 2-го рангу (8.02.1939);
- генерал-лейтенант (4.06.1940)

## Нагороди
- два ордени Леніна (22.02.1938, 21.02.1945)
- чотири ордени Червоного Прапора (8.01.(31.12.)1921, 21.03.1940, 1.11.1943, 3.11.1944)
- орден Святого Георгія IV ст. (Російська імперія)
- медаль «За оборону Ленінграда»
- медаль «За перемогу над Німеччиною у Великій Вітчизняній війні 1941—1945 рр.»
- медалі